# Bad Boys
A Bad Boys az NSZK-ban dolgozó spanyol Baccara duó negyedik nagylemeze, amely 1981-ben jelent meg. A felvételek a londoni Lansdowne Studiosban és a Vine Yard Studiosban készültek. Ez volt az eredeti énekesnők, Mayte Mateos és María Mendiola utolsó közös nagylemeze. A két lány között már korábban, a Sleepy Time Toy című kislemez kapcsán feszültségek támadtak: María követelésére a kislemezt visszavonták a piacról, mert az énekesnő szerint hangja nem érvényesült a felvételen. A huzavonák miatt Rolf Soja és Frank Dostal megszakították az együttműködést a Baccarával, s a Bad Boys LP már új szerző-producerek irányításával készült el. Az album azonban megbukott, noha semmivel sem volt rosszabb, mint korábbi sikeres lemezeik. Mayte ezt követően otthagyta a Baccarát, és szólóban próbálkozott. Az 1980-as évek második felében egymástól függetlenül mindkét énekesnő újjászervezte a duót, s mindketten ragaszkodtak a Baccara névhez.

## A dalok

### „A” oldal
1. Bad Boys 4.13
2. Last Night 2.39
3. Ohio 2.51
4. Love Control 2.53
5. Spend the Night 2.41
6. Rio 3.31

### „B” oldal
1. Boogaloo 2.38
2. Colorado 3.01
3. Mucho, mucho 2.41
4. Woman To Woman 3.02
5. Heart, Body And Soul 3.12
6. Love Songs 3.26

(Valamennyi dal szerzője és szövegírója Graham Sacher.)

## Közreműködők
- Producer: Graham Sacher
- Felvételvezető: Bruce Baxter

## Legnépszerűbb slágerek
- Bad Boys
- Colorado